# Hotel Opatov
Hotel Opatov je výškový panelový dům nacházející se na pražském sídlišti Jižní Město nedaleko stanice metra Opatov. Spolu s vedlejší identickou ubytovnou Sandra tvoří dvojici dvou atypických výškových budov. Má 21 podlaží a výšku 68 metrů. Mezi lety 2022-2025 byla budova kompletně zrekonstruována a předělána na městské byty. Majitelem budovy je Magistrát hlavního města Prahy.   

## Historie
Obě budovy (hotel Opatov a ubytovna Sandra) byly postaveny v 80. letech 20. století. Hotel Opatov byl dokončen kolem roku 1988. V pražských Modřanech se nachází identická budova, která se jmenuje Hotel Dum.

### Rekonstrukce
Majitelem domu je magistrát hlavního města Prahy. Ten v roce 2018 rozhodl, že léta prázdný dům zrekonstruuje a bude v něm 342 bytových jednotek. Proti navrhovaným malometrážním bytům se kvůli budoucím možným sociálním problémům ohradila městská část Praha 11, která vlastní sousední ubytovnu Sandra. Magistrát tak projekt přepracoval na 291 bytových jednotek, aby zde mohla být různorodá skladba obyvatel.
Pražský radní Adam Zábranský přidal 1. září 2021, na 50. výročí nastěhování prvních obyvatel na Jižní Město, na svůj Facebookový profil informaci, že je vybrán zhotovitel rekonstrukce. V budově by po rekonstrukci mělo být dostupných 275 městských bytů.